# Мелліта – Триполі
Мелліта – Триполі – один з елементів газотранспортної системи Лівії.
В середині 2000-х років на північному заході країни почав роботу газопереробний комплекс у Мелліті. Отриманий тут товарний газ передусім призначався для експорту до Італії по трубопроводу "Зелений потік", проте частину ресурсу виділили для поставок внутрішнім споживачам, для чого потрібно було спорудити ділянку до Триполі довжиною 98 км та діаметром 850 мм. Крім того, передбачили відгалуження довжиною 21 км в діаметрі 525 мм до ТЕС Завія. Проект включав компресорну станцію в Мелліті та повинен був транспортувати до 5,6 млн м3 газу на добу (за іншими даними – до 17 млн м3 на добу).
Підрядником будівництва виступила індійська Punj Lloyd, яка до моменту початку у 2011 році громадянської війни виконала майже 90 % контрактних робіт (відзначимо, що до замовлення також входило спорудження ділянки Хомс — Триполі та двох компресорних станцій на трубопроводі Марса-Брега — Триполі, що підходив до столиці країни зі сходу). Станом на початок 2018 року, після безрезультатних перемовин лівійської сторони та підрядника про умови відновлення робіт, останній погрожував зверненням до арбітражу. В той же час, нова ділянка вже могла виконувати важливе завдання — подавати природний газ на ТЕС Завія.